# CB66 Racer
CB66 Racer är en snabb och modern svensk kölbåt med mycket jollekänsla, ritad av Carl Beyer. En viktig ingrediens i konceptet är lättillgängligheten: Den har sänkköl och kan transporteras på en vanlig trailer varför den kan sjösättas snabbt och enkelt på en vanlig båtramp. 
Båten har ruff med ett par kojplatser så att man kan sova i den.

## Källhänvisningar
- Sailguide CB 66 Racer